# 名古屋市立北一社小学校
名古屋市立北一社小学校（なごやしりつ きたいっしゃしょうがっこう）は、愛知県名古屋市名東区上菅一丁目101番地にある、公立小学校。

## 概要
1987年（昭和62年）4月1日、著しい人口増加に伴い、名古屋市立猪高小学校の分校として開校した。この学校は2023年現在、名東区内で最後に開校した公立小学校とも言える。その後猪高小学校から独立し、現在に至る。

## 沿革
- 1988年 分校として開校。
- 1989年 校歌碑完成。
- 1991年 藤棚完成。
- 1992年 5周年記念壁画完成。
- 1994年 運動場改修。
- 1997年 10周年記念式典。
- 2006年 特別支援学級、通称こぐま組新設。
- 2007年 トワイライトスクール開設。 創立20周年記念式典。
- 2015年 普通教室空調設備稼働開始。
- 2017年 30周年記念式典。校歌の額贈与。

### 児童数の変遷
『愛知県小中学校誌』（2018年）によると、児童数の変遷は以下の通りである。
| 1988年（昭和63年） | 754人 |  |
| 1997年（平成9年）  | 475人 |  |
| 2007年（平成19年） | 448人 |  |
| 2017年（平成29年） | 430人 |  |

## 校訓、校章、校歌
校訓輝くや、校章は主に北極星をモチーフにしている。校章には「北一社」の3文字が描かれている。この文字にはそれぞれ意味があり、「北」は背中でお互いを支えあっている人を表し、「一」(微妙に菱形になっている)は、輝く北極星をイメージしている。この3文字を囲むようにハートが描かれている。校歌は「北極星よりまぶしくて」（作詞・藤公之介、作曲・宮川泰）。

## 部活動
- 野球部
- ソフトボール部
- サッカー部
- バスケットボール部
- 器楽部
- 合唱部

## 通学区域
学区は全て東山通（愛知県道60号名古屋長久手線）の北側である。
- 上菅一丁目[WEB 1]
- 上菅二丁目[WEB 1]
- 高社一丁目[WEB 1]
- 高社二丁目[WEB 1]
- 社口一丁目[WEB 1]
- 社台一丁目[WEB 1]
- 社台二丁目[WEB 1]
- よもぎ台三丁目（一部)[WEB 1]

## 進学先中学校
- 名古屋市立猪高中学校[WEB 2]

## 詳細な情報
- 転勤族が多い名東区の土地柄上、転校生の受け入れ対応は、比較的柔軟性がある。
- 学校行事は、運動会と作品展が通年ある。
- 全体的に学力が高い傾向にあり、学力レベルが高いとして評判な猪高中学校の中でもトップクラスである。

## 交通アクセス
- 名古屋市営地下鉄東山線 上社駅より名古屋市営バス上社11号系統に乗車、「じあみ」バス停より徒歩5分。

## 著名な卒業生
- 吉田 陽菜 - フィギュアスケート選手
- 東ジョン - サッカー選手

### WEB
1. 1 2 3 4 5 6 7 8  名古屋市教育委員会事務局 子ども応援委員会制度担当部 学校計画室 計画係 (2017年9月1日). “名古屋市立小・中学校の通学区域一覧（名東区）” (PDF).   名古屋市. 2018年1月8日閲覧。
2. ↑  名古屋市教育委員会事務局 子ども応援委員会制度担当部 学校計画室 計画係 (2016年4月1日). “名古屋市立中学校区一覧（小→中）” (PDF).   名古屋市. 2017年3月25日閲覧。

### 文献
1. ↑  北一社PTA、『北一社小学校創立30周年記念 学校要覧』、2017年、6ページ。
2. ↑  六三制教育七十周年記念 愛知県小中学校誌 合同記念誌編集特別委員会 2018, p. 286.